# Papp László Budapest Sportaréna
Papp László Budapest Sportaréna, również znana jako Budapest Sportaréna lub lokalnie jako Arena – największa kryta arena w stolicy Węgier, Budapeszcie. Na arenie odbywają się zawody sportowe, koncerty oraz wystawy. Jest to największy kompleks sportowy w kraju i nosi imię węgierskiego boksera László Pappa. Arena może pomieścić do 12 500 osób w konfiguracji koncertowej, do 11 390 w boksie i 9479 w hokeju na lodzie. Została zbudowana w miejsce hali Budapest Sportscarnok, która została zniszczona w pożarze w grudniu 1999. Pod budynkiem znajduje się dworzec autobusowy.

## Obiekt
W 1982 roku w miejscu obecnej areny wybudowano Budapest Sportscarnok. Budapest Sportscarnok spłonął 15 grudnia 1999. Budowa rozpoczęła się 30 czerwca 2001 i trwała półtora roku. Otwarcie obiektu nastąpiło 13 marca 2003. 28 maja 2004 obiekt otrzymał imię węgierskiego boksera László Pappa i od tej pory nazywa się Papp Laszló Budapest Sports Arena.
Budynek waży 200 000 ton i zawiera 50 000 ton betonu, 2 300 ton konstrukcji stalowej, ponad 11 000 000 śrub i kilka kilometrów kabla. Najnowocześniejszy wielofunkcyjny plac jest w stanie pomieścić niemal wszystkie rodzaje wydarzeń sportowych, takich jak mecze piłki nożnej, zawody gimnastyczne, mecze hokeja na lodzie i imprezy lekkoatletyczne, a także imprezy sportów ekstremalnych, takie jak zawody w motocrossie, na nartach wodnych czy surfingu.
Arena odgrywa również wiodącą rolę w branży rozrywkowej, regularnie goszcząc największe międzynarodowe gwiazdy branży muzycznej, a także pokazy taneczne, opery, dramaty, sztuki cyrkowe, musicale i wiele innych wydarzeń specjalnych.

## System pożarowy
Budynek chroni kilka systemów bezpieczeństwa pożarowego. Jednym z nich jest alarmowy system ochronny, który w przypadku pożaru uruchamia się w ciągu trzech sekund. Obiekt posiada także system hydrantowy, który może być używany w 60 miejscach budynku. Obiekt wyposażony jest w trzy wysokiej jakości armatki wodne, które są umieszczone na obszarze poprzedniego obiektu w miejscu, gdzie ten obiekt spłonął. Arena ma również dużo drzwi przeciwpożarowych, które w razie pożaru automatycznie blokują się, zapobiegając dalszemu rozprzestrzenianiu się ognia.

## Imprezy sportowe
Pierwszą ważną międzynarodową imprezą rozegraną na Budapest Sports Arena były w 2003 r. Mistrzostwa Świata w Hokeju na Lodzie 2003, w których Węgry zajęły trzecie miejsce. 
Od 2008 r. arena organizuje Classics Tenis – turniej tenisowy z udziałem obecnych i dawnych gwiazd tenisa. Na arenie występowały takie gwiazdy światowego tenisa, jak: Stefan Edberg, Mats Wilander, Ivan Lendl, Thomas Muster, Robin Söderling i Tomáš Berdych.
Pozostałe wydarzenia
- W dniach 5–7 marca 2004 r. zorganizowano w hali Halowe Mistrzostwa Świata w Lekkoatletyce 2004. W grudniu tego roku odbyły się Mistrzostwa Europy w Piłce Ręcznej Kobiet 2004. W 2005 r. arena zorganizowała mistrzostwa świata we wrestlingu.
- W 2007 r. odbył się towarzyski mecz hokejowy z okazji 80-lecia istnienia Węgierskiej Federacji Hokeja. Węgrzy grali ze Szwecją. Wynik meczu zakończył się zwycięstwem Węgier 2:1.
- W 2010 r. arena zorganizowała UEFA Futsal Championship (gospodarzem tej imprezy była również Főnix Hall w Debreczynie).
- W 2011 r. w dniach 17–23 kwietnia na arenie odbyły się Mistrzostwa Świata w Hokeju na Lodzie I Dywizji Grupy A.
- W 2013 r. w hali odbyły się Mistrzostwa Świata w Hokeju na Lodzie 2013 I Dywizji Grupy A.
- W 2014 r. na obiekcie odbyły się Mistrzostwa Europy w Piłce Ręcznej Kobiet 2014. Organizatorem mistrzostw wraz z Węgrami była Chorwacja. Na arenie odbył się półfinał i finał mistrzostw.
- W 2015 r. na obiekcie odbyły się Mistrzostwa Europy w Koszykówce Kobiet 2015. Mistrzostwa wraz z Węgrami zorganizowała Rumunia. Na arenie odbyły się mecze fazy finałowej mistrzostw. W tym samym roku odbyło się również Judo Grand Prix.
- W 2016 r. na obiekcie w dniach 11–14 lutego odbyły się kwalifikacje do Mistrzostw Świata w Hokeju na Lodzie 2016. W dniach 7–8 maja na obiekcie odbył się finał Mistrzostw Europy w Piłce Ręcznej Kobiet 2016. 2 czerwca na obiekcie odbył się mecz Harlem Globetrotters. W dniach 25–26 czerwca ponownie rozegrano Judo Grand Prix.
- 14 kwietnia 2017 r. na arenie odbył się mecz boksu Bellator MMA. W dniach 6–7 maja odbył się finał Mistrzostw Europy w Piłce Ręcznej Kobiet 2017[3]. W dniach 19–21 maja odbyły się Mistrzostwa Europy w gimnastyce artystycznej[4]. W dniach 28 sierpnia-3 września odbyły się Mistrzostwa Świata w Judo 2017[5]. 30 września odbyły się towarzyskie mecze w hokeju na lodzie z okazji 90-lecia Węgierskiego Stowarzyszenia Hokeja na Lodzie. Węgrzy grali z Polską i Finlandią[6].
- 29 marca 2018 r. na arenie odbyły się motocyklowe mistrzostwa świata z cyklu X-Trial[7]. 10 kwietnia ponownie odbył się mecz Harlem Globetrotters[8]. W dniach 22–28 kwietnia odbyły się Mistrzostwa Świata w Hokeju na Lodzie Dywizji IA[9]. W dniach 12–13 maja odbył się finał Ligi Mistrzów w Piłce Ręcznej Kobiet[10]. 14 maja po raz drugi odbyły się zawody we wrestlingu. W zawodach wzięły udział takie gwiazdy jak: AJ Styles, Shinsuke Nakamura, Charlotte Flair, The New Day, Naomi, Kevin Owens i Jinder Mahal[11]. W dniach 14–15 czerwca odbył się finał Ligi Europejskiej Kobiet w Piłce Siatkowej. Zostały rozegrane mecze pomiędzy Bułgarią a Finlandią i między Węgrami a Czechami[12]. W dniach 10–12 sierpnia po raz trzeci rozegrano Judo Grand Prix[13]. W dniach 20–28 października po raz trzeci odbyły się zawody we wrestlingu[14].
- 20 stycznia 2019 r. na arenie po raz drugi odbyły się motocyklowe mistrzostwa świata z cyklu X-Trial[15]. 9 lutego odbyło się motocyklowe Grand Prix Węgier 2019. W zawodach wzięły udział takie gwiazdy, jak Johnny Walker czy Tadeusz Błażusiak[16]. 28 kwietnia odbyły się zawody sztuk walki[17]. W dniach 11–12 maja odbył się finał Mistrzostw Europy w Piłce Ręcznej Kobiet 2019[18]. W dniach 12–14 lipca po raz czwarty rozegrano Judo Grand Prix[19]. W dniach 23 sierpnia – 1 września odbył się finał Mistrzostw Europy w siatkówce kobiet 2019[20].
- 19 stycznia 2020 r. na arenie po raz trzeci odbyły się motocyklowe mistrzostwa świata z cyklu X-Trial[21]. 1 lutego odbyło się motocyklowe Grand Prix Węgier 2020. W zawodach ponownie wzięli udział m.in.: Johnny Walker i Tadeusz Błażusiak[22].
- W 2021 r. na arenie w dniach 29-30 maja po raz drugi odbył się finał Ligi Mistrzów w Piłce Ręcznej Kobiet. Zostały rozegrane mecze pomiędzy Węgrami a Francją i między Norwegią a Rosją. Został rozegrany także mecz o brąz i finał mistrzostw[23]. W dniach 3-5 września odbyły się mistrzostwa w darcie[24].  17 października ponownie odbył się mecz Harlem Globetrotters[25].
- 5 lutego 2022 r. na arenie odbyło się motocyklowe Grand Prix Węgier 2022[26]. 27 września po raz trzeci odbył się mecz Harlem Globetrotters[27].
- 4 lutego 2023 r. na arenie odbyło się motocyklowe Grand Prix Węgier 2023. W zawodach ponownie wzięli udział m.in. Johnny Walker i Tadeusz Błażusiak[28]. W dniach 4-6 sierpnia odbyły się Mistrzostwa Świata w Judo 2023[29]. W dniach 24-29 października odbyły się zawody w karate seniorów[30].
- W 2024 r. na arenie w dniach 22-26 maja  odbyły się 40. Mistrzostwa Europy w gimnastyce artystycznej[31].
- W 2025 r. na arenie w dniach 13-20 czerwca odbyły się Mistrzostwa Świata w Judo 2025[32].

## Artyści występujący na Budapest Sports Arena
Na arenie występowały następujące gwiazdy światowego formatu: 2Cellos, 50 Cent, 5 Seconds of Summer, 2 Unlimited, AC/DC, A Day to Remember, A-ha, Alan Walker, Alphaville, Alter Bridge, Anastacia, Andrea Bocelli, Andre Rieu, Andrew Lloyd Webber, Arcade Fire, Avril Lavigne, Backstreet Boys, Basshunter, The Beach Boys, Beyoncé Knowles, The Black Eyed Peas, Black Sabbath, Black Veil Brides, Blondie, Blue, Bob Dylan, Boney M., Bonobo, Bring Me the Horizon, Britney Spears, Bruno Mars, Bryan Adams, Calvin Harris, Captain Jack, José Carreras, C.C. Catch, Cesar Millan, Cher, Chór Aleksandrowa, Chris Rea, Chuck Norris, Coldplay, The Cure, Cyndi Lauper, David Copperfield, David Gahan, David Garrett, David Helfgott, Dead Can Dance, Deathstars, Deep Purple, Depeche Mode, Diana Krall, Dr. Alban, Dream Theater, Dropkick Murphys, Duran Duran, Caro Emerald, Ennio Morricone, Eric Clapton, Eros Ramazzotti, Evanescence, Faithless, Five Finger Death Punch,  Foo Fighters, George Michael, Ghost, Ian Gillan, Giorgio Moroder, Gloria Gaynor, Gorillaz,  Green Day, Guns N’ Roses, Gwen Stefani, Hammerfall, Harry Styles, Helloween, Hollywood Undead, Enrique Iglesias, Il Divo, Imagine Dragons, Iron Maiden, James Arthur, James Blunt, James Newton Howard, Jean Michel Jarre, Jewgienij Pluszczenko, Joe Cocker, Julio Iglesias, Katy Perry, Ronan Keating, Kim Wilde, Kiss, Kool & the Gang, Korn, Kraftwerk, Kylie Minogue, La Bouche, Lady Gaga, Lara Fabian,  Leonard Cohen, Lenny Kravitz, Lian Ross, Lil Tjay, Limp Bizkit, Lindsey Stirling, Lisa Gerrard, Liza Minnelli, Loreena McKennitt, Louis Tomlinson, LP, Luis Fonsi, Lukas Graham, Maluma, Måneskin, Marilyn Manson, Mark Knopfler, Martina Stoessel, Massive Attack, Megadeth, Metallica, Michael Bublé, Mike Oldfield, Mike Shinoda, Mireille Mathieu, Muse, Nazareth, Nick Cave and the Bad Seeds, Nickelback, Nicki Minaj, Nigel Kennedy, Nightwish, Omara Portuondo, OneRepublic, Ozzy Osbourne, Pantera, Papa Roach, Parov Stelar, Paul Anka, Paul McCartney, Pearl Jam, Pentatonix, Peter Gabriel, Phil Collins, Pink, Pixie Lott, Placebo, Plácido Domingo, Judas Priest, Priscilla Presley, The Prodigy, Queen + Adam Lambert, Queen + Paul Rodgers, Quincy Jones, Rag’n’Bone Man, Ramin Djawadi, Rammstein, Red Hot Chili Peppers, R.E.M., Ricky Martin, Rihanna, Robert Davi, Robbie Williams, Roger Waters, Roxette, Sabaton, Sabrina Salerno, Sade, Emeli Sandé, Sandra, Santana, Sarah Brightman, Scorpions, Seal, Shakira,  Simple Plan, Simply Red, Slash, Slayer, Slipknot, Smokie, Snoop Dogg, Ringo Starr, Rod Stewart, Sting, Stjepan Hauser, Sum 41, Thomas Anders, Tiësto, Tom Jones, Toto, Vanessa-Mae, Vangelis, Vaya Con Dios, Vengaboys, Il Volo, Nick Vujicic, John Williams, Yanni, Yes, Hans Zimmer, ZZ Top.

## Wystawy
Na obiekcie zrealizowano wystawy naczyń kuchennych, sukni ślubnych, orchidei i mebli designerowskich.

## Inne
Na arenie zorganizowano musicale oparte na filmach Shrek, Shrek 2, Ojciec chrzestny, Harry Potter i Kamień Filozoficzny, Skrzypek na dachu, La La Land, Jesus Christ Superstar i Gwiezdne wojny: część IV - Nowa nadzieja. Wystawiono tu również: balet Piotra Czajkowskiego Dziadek do orzechów, widowisko Michaela Flatleya Lord of the Dance oraz musicale Roméo et Juliette, de la Haine à l’Amour i Elisabeth. Odbyło się też tu rozdanie nagród MTV Europe Music Awards w 2021.